# Lithophane fletcheri
Lithophane fletcheri är en fjärilsart som beskrevs av Smith 1904. Lithophane fletcheri ingår i släktet Lithophane och familjen nattflyn. Inga underarter finns listade i Catalogue of Life.